# Family Home Entertainment
Family Home Entertainment (FHE) var ett amerikanskt hemvideoföretag bildat 1980 av Noel C. Bloom. Det var en avdelning inom International Video Entertainment, vars huvudkontor fanns i Newbury Park, Kalifornien.

## Summering

### Allmän information
Företaget släppte barn- och familjeorienterade program på video, främst populära tecknade TV-serier från 1980-talet, inklusive The  Transformers, G.I. Joe, Jem, Thundercats, Pound Puppies, ursprungliga tecknade Teenage Mutant Ninja Turtles, Gumby, Clifford the Big Red Dog, The Care Bears och Bucky O'Hare, samt otecknade serier som Baby Einstein. Man hade också en avdelning, FHE Pictures, som bildades 2002; vars första och enda utgivning var Jonah: A VeggieTales Movie. FHE var en av två distributörer för Rankin/Bass-specialer på CBS, den andra var Vestron Video, numera upplöst företag. Företaget släppte även många brittiska tecknade TV-serier på VHS i USA från 1980-talet och framåt (bland andra, Roobarb, Wil Cwac Cwac), och vissa japanska animeserier, som Robotech och The Adventures of Ultraman, samt australiska "Dot"-filmerna. Dessa var dock oftast inte barn- och familjevänliga, och släpptes i början av 1980-talet under titeln "World of Horror", inklusive Journey into the Beyond och The Child (som senare släpptes på Monterey Home Video). Från 1982 och framåt släppte man också fler av Filmations TV-serier, som Lassie's Rescue Rangers, The Lone Ranger, Shazam!, Blackstar, och The Adventures of Zorro, samt den enda filmation-långfilmen vid denna tid, Journey Back to Oz.
De tidiga släppen från FHE distribuerades av MGM/UA Home Video, inklusive det första släppet av avsnitt ur Gumby. Under det sena 1980-talet distribuerades släppen främst av MCA (främst i Kanada). Släppen i Kanada distribuerades under det tidiga 1980-talet av  två företag,av vilka det ena var International Home Entertainment CanadaEntertainment (IHEC) och det andra var Vidéo Screencraft, IncEntertainment.
1982 introducerades USA Home Video som en icke-familjevänlig avdelning. 1986 bytte företaget namn till International Video Entertainment, och sedan Live Entertainment, med "Family Home Entertainment" tryckt på IVE/Live. De kom senare att bli Artisan Entertainment, senare uppköpt av Lions Gate Entertainment. 2005 uppgick FHE i Lionsgate Home Entertainment.
Senare utkom flera av VHS-släppten på DVD, inklusive Care Bears Family och Clifford the Big Red Dog.  Tidigare gick det också att få tag på den australiska animerade filmen, Grendel Grendel Grendel, en adaptation av John Gardners roman, Grendel, med Peter Ustinov i huvudrollen som Grendel.

### Filmografi
- Jonah: A VeggieTales Movie (samproduktion med Big Idea Productions)

### Fotnoter
1. ↑  Holston, Kim R. Richard Widmark: A Bio-bibliography. Greenwood Publishing Group, 1990. 103. Läst 3 september 2011. "500 N. Ventu Pk. Road" "Newbury Park, CA 91320" ISBN 0313264805, 9780313264801.
2. ↑  A couple of World of Horror titles from Family Home Entertainment Arkiverad 22 april 2012 hämtat från the Wayback Machine.